# مدرسة سيكستي
كانت مدرسة السيكستي مدرسة رومانية قديمة انتقائية للفلسفة أسسها كوينتوس سيكستيوس الأكبر حوالي عام 50 قبل الميلاد واستمر بها ابنه سيكستيوس نيجر، إلا أنها انقرضت بعد فترة وجيزة في عام 19 بعد الميلاد بسبب حظر الطوائف الأجنبية. مزجت المدرسة عناصر من الفيثاغورية والأفلاطونية والكلبية والرواقية معًا